# Maná MTV Unplugged
Albums de Maná
Sueños Líquidos
(1997) Todo Maná: Grandes Exitos
(1987)
Singles
Maná MTV Unplugged est un disque sorti en 1999. Dans cet album le groupe mexicain Maná chante en acoustique.
Cet album rassemble les meilleurs morceaux de Maná de l'époque. Il contient entre autres, une émouvante version de la chanson Te Solte La Rienda. La version acoustique de Desapariciones sublime le fameux morceau du groupe. 

## Titres
1. No ha parado de llover
2. En el muelle de San Blas
3. Vivir sin aire
4. Cuando los ángeles lloran
5. Cachito
6. Te solté la rienda
7. Desapariciones
8. Falta amor
9. Coladito
10. Ana
11. Rayando el sol
12. Se me olvidó otra vez
13. Perdido en un barco
14. Oye mi amor